# 간화결의론
《간화결의론(看話決疑論)》은 고려의 승려 보조국사 지눌(知訥: 1158-1210)이 저술한 책으로 불교 교리를 해설한 책이다. 선종과 교종의 양종이 한 가지로 쟁론(爭論)이 없는 경지에 들어감을 강조하고, 선문(禪門)에 10가지 병(病)이 있음을 지적하였으며, 화두(話頭)를 수행할 때 일어나는 의심을 해결해 주는 책이다.

## 참고 문헌
- 이 문서에는 다음커뮤니케이션(현 카카오)에서 GFDL 또는 CC-SA 라이선스로 배포한 글로벌 세계대백과사전의 내용을 기초로 작성된 글이 포함되어 있습니다.